# Рутковский, Юрий Людвигович
Юрий Людвигович Рутковский (21 ноября 1891, Варшава — 30 июня 1970, Алма-Ата) — советский театральный режиссёр, актёр, заслуженный деятель искусств Казахской ССР (1954), Заслуженный артист Казахской ССР (1937).

## Биография
После окончания студии Варшавского художественного театра (1913) был принят в труппу «Театр Польски».
С 1918 года работал во многих городах страны (Ташкент, Омск, Курск, Горький, Фрунзе).
С 1933 года и до конца жизни жил и работал в Алма-Ате; один из создателей Русского театра драмы, до 1939 года был ведущим актёром и художественным руководителем этого театра.
Скончался 30 июня 1970 года, похоронен на Центральном кладбище Алма-Аты.

## Творчество
Наиболее значительные роли того периода:
- Яровой («Любовь Яровая» К. А. Тренёв),
- Франц Моор («Разбойники» Ф.Шиллер),
- Фердинанд («Коварство и любовь» Ф.Шиллер),

Среди постановок:
- «Ночные раскаты» М. О. Ауэзова (1934, Казахский театр драмы; 1937, Русский театр драмы; 1938, Чимкентский областной драматический театр)
- «Аристократы» (1937)
- «Человек с ружьём» (1947, совместно с Ш. К. Аймановым) Н. Ф. Погодина
- «Ревизор» (1946) Н. В. Гоголя - все в Казахском театре драмы
- «Разлом» (1936) Б. А. Лавренёва
- «Любовь Яровая» (1935) К. А. Тренёва — все в Русском театре драмы
- В 1941—1965 гг. работал режиссёром Казахского театра оперы и балета им. Абая, на сцене которого поставил оперы «В бурю» Т. Н. Хренникова (1941, 1956), «Евгений Онегин» П. И. Чайковского и «Отелло» Дж. Верди (обе в 1943)
- Занимался педагогической деятельностью в Алма-Атинском театральном училище (1937—1939)

## Награды и звания
- Орден «Знак Почёта»
- Заслуженный артист Казахской ССР (1937)
- Заслуженный деятель искусств Казахской ССР (1954)
- Орден «Знак Почёта» (3 января 1959) — за выдающиеся заслуги в развитии казахского искусства и литературы и в связи с декадой казахского искусства и литературы в гор. Москве